# 11026 Greatbotkin
11026 Greatbotkin este o planetă minoră (asteroid) din centura de asteroizi. A fost descoperită pe 2 septembrie 1986 la Observatorul Kleť de Antonín Mrkos și a fost numită după Gorodskaia kliniceskaia bolnița imeni S. P. Botkina⁠(d). 
Obiectul prezintă o orbită caracterizată de o semiaxă mare de 2,2135664 UAi, o excentricitate de 0,24, o înclinație de 3,21248 ° în raport cu ecliptica.